# Montagny-Sainte-Félicité
Montagny-Sainte-Félicité är en kommun i departementet Oise i regionen Hauts-de-France i norra Frankrike. Kommunen ligger i kantonen Nanteuil-le-Haudouin som tillhör arrondissementet Senlis. År 2022 hade Montagny-Sainte-Félicité 431 invånare.

## Befolkningsutveckling
Antalet invånare i kommunen Montagny-Sainte-Félicité
| Referens: INSEE |